# Hampton Del Ruth
Hampton Del Ruth (Delaware, 7 settembre 1879 – Woodland Hills, 15 maggio 1958) è stato uno sceneggiatore, regista, attore e produttore cinematografico statunitense.
Girò molti film come assistente direttore di produzione.

## Biografia
Nato nel 1879 e fratello del regista Roy Del Ruth, comincia a lavorare nel cinema come sceneggiatore nel 1913 in un cortometraggio western della Selig Polyscope Company, The Tie of the Blood. Nello stesso anno, gira il primo dei suoi 8 film come attore, His Father. Collabora tra gli altri con Mack Sennett. Dal 1915 al 1918, è accreditato come assistente direttore alla produzione in 46 pellicole. Nel 1917, passa alla regia e gira 32 film come direttore di produzione.
Nel 1924, insieme a Coy Watson Sr., firma gli effetti speciali de Il ladro di Bagdad, interpretato da Douglas Fairbanks.
Del Ruth, dopo un primo matrimonio con Alta Allen, si sposò con Helen Carlyle (1892-1933), un'attrice che girò un paio di film negli anni trenta.
Muore a Los Angeles, a Woodland Hills,  nel 1958 all'età di 78 anni e viene sepolto al Forest Lawn Memorial Park di Glendale.

## Filmografia

### Sceneggiatore
- The Test, regia di Frank Montgomery - cortometraggio (1912)
- The Tie of the Blood, regia di Lem B. Parker - cortometraggio (1913)
- Love and Politics, regia di Allen Curtis - cortometraggio (1914)
- Il fortunoso romanzo di Tillie (Tillie's Punctured Romance), regia di Mack Sennett (1914)
- The Great Vacuum Robbery, regia di Clarence G. Badger e Harry Williams - cortometraggio (1915)
- Done in Oil, regia di Charles Avery - cortometraggio (1917)
- A Maiden's Trust, regia di Victor Heerman e Harry Williams - cortometraggio (1917)
- His Hidden Purpose, regia di Edward F. Cline - cortometraggio (1918)
- Sheriff Nell's Tussle, regia di William Campbel (1918)
- Saucy Madeline, regia di F. Richard Jones (1918)
- She Loved Him Plenty, regia di Hampton Del Ruth, F. Richard Jones
- The Roaming Bathtub, regia di Frank Griffin (1919)
- A Lightweight Lover, regia di Roy Del Ruth (1920)
- Skirts, regia di Hampton Del Ruth (1921)
- The Invisible Fear, regia di Edwin Carewe (1921)
- The Marriage Chance, regia di Hampton Del Ruth (1922)
- A Friendly Husband, regia di John G. Blystone (1923)
- The Soapsuds Lady, regia di Arthur Rosson (1925)
- Transcontinental Limited, regia di Nat Ross (1926)
- Lost at the Front, regia di Del Lord (1927)
- Naughty, regia di Hampton Del Ruth (1927)
- A Simple Sap, regia di Hampton Del Ruth, Larry Semon (1928)
- The Bride's Relations, regia di Mack Sennett (1929)
- The Old Barn, regia di Mack Senentt (1929)
- Whirls and Girls, regia di Mack Sennett (1929)
- Broadway Blues di Mack Sennett (1929)
- The Bees' Buzz di Mack Sennett (1929)
- The Big Palooka di Mack Sennett (1929)
- Girl Crazy di Mack Sennett (1929)
- Jazz Mamas di Mack Sennett (1929)
- The Constabule di Mack Sennett (1929)
- Clancy at the Bat di Earle Rodney (1929)
- The New Halfback' di Mack Sennett (1929)
- Uppercut O'Brien di Earle Rodney (1929)
- Scotch di Mack Sennett (1930)
- Sugar Plum Papa di Mack Sennett (1930)
- Midnight Daddies di Mack Sennett (1930)
- The Love Punch, regia di Nat Ross - cortometraggio (1930)
- In Old Mazuma, regia di Nat Ross - cortometraggio (1931)
- Defenders of the Law di Joseph Levering (1931)
- The Mystery Train di Phil Whitman (1931)
- Air Eagles di Phil Whitman (1931)
- A Strange Adventure, regia di Phil Whitman e, non accreditato, Hampton Del Ruth (1932)
- Goodbye Love di H. Bruce Humberstone (1933)

### Regista
- A Bedroom Blunder co-regia Edward F. Cline (1917)
- Roping Her Romeo co-regia Fred Hibbard  (1917)
- Are Waitresses Safe? co-regia Victor Heerman (1917)
- An International Sneak (1917)
- That Night  co-regia Edward F. Cline (1917)
- Taming Target Center co-regia William Campbell (1917)
- Watch Your Neighbor co-regia Victor Heerman (1918)
- It Pays to Exercise co-regia F. Richard Jones (1918)
- Those Athletic Girls co-regia Edward F. Cline (1918)
- His Smothered Love co-regia Edward F. Cline (1918)
- The Battle Royal, co-regia di F. Richard Jones (1918)
- Love Loops the Loop, co-regia di Walter Wright (1918)
- Two Tough Tenderfeet (1918)
- Ladies First (1918)
- Her Blighted Love (1918)
- She Loved Him Plenty (1918)
- Skirts (1921)
- The Marriage Chance (1922)
- A Truthful Liar (1924)
- Just a Good Guy (1924)
- Naughty (1927)
- Blondes by Choice (1927)
- A Simple Sap (1928)
- A Strange Adventure - (non accreditato) (1932)

### Attore
- His Father (1913)
- The Winning Stroke (1914)
- Crossroads (1914)
- Her Brother (1914)
- Charlot entra nel cinema (A Film Johnnie), regia di George Nichols (1914)
- Charlot troppo galante (His Favorite Pastime), regia di George Nichols (1914)
- Il fortunoso romanzo di Tillie (Tillie's Punctured Romance), regia di Mack Sennett (1914)
- Kiss Me Quick, regia di John G. Blystone (1920)

### Produttore (supervisione alla produzione)
- Honest Thieves, regia di Harry C. Mathews - cortometraggio (1917)
- The Pipe of Discontent, regia di Harry C. Mathews (1917)
- Love Under Cover, regia di J. Farrell MacDonald (1917)
- A Noble Fraud, regia di Harry Williams (1917)
- Heart Strategy, regia di J. Farrell MacDonald (1917)

### Effetti speciali
- Il ladro di Bagdad (The Thief of Bagdad) di Raoul Walsh (1924)